# Magia (rodzaj)
Magia – rodzaj pluskwiaków z rodziny Lophopidae i podrodziny Menoscinae.
Rodzaj ten opisany został w 1907 roku przez Williama Lucasa Distanta, który jego gatunkiem typowym wyznaczył M. subocellata.
Pluskwiaki te mają na głowie żeberka oczne oraz czoło z bocznymi krawędziami żeberkowanymi od szwu czołowo-ciemieniowego po czołowo-nadustkowy. Ich ciemię jest nieco dłuższe niż szerokie i płaskie, pośrodku żeberkowane, a na krawędziach przedniej i bocznych kilowato wyniesione. U gatunku typowego długość ciała wynosi około 8 mm. Długość wyposażonego w trzy żeberka przedplecza jest nieco większa od długości ciemienia. Liczba żeberek na śródpleczu również wynosi trzy. Przednie skrzydła (tegminae) są przezroczyste na co najmniej 60% powierzchni; ich żyłki kostalne nie są widocznie odgraniczone od krawędzi kostalnych. Rozpiętość skrzydeł przednich u gatunku typowego to około 21 mm. Skrzydła tylne są wąskie i zaopatrzone w dwie serie żyłek poprzecznych. Tylne odnóża o pierwszym członie stóp opatrzonym kolcami wierzchołkowymi, tworzącymi trójkątną przestrzeń.
Rodzaj endemiczny dla Australii, znany z Queensland i Nowej Południowej Walii.
Należą tu 2 opisane gatunki:
- Magia stuarti Soulier-Perkins, 2008
- Magia subocellata Distant, 1907